# Милен Горанов
Милен Георгиев Горанов е бивш български футболист и треньор. Играл на поста офанзивен полузащитник последователно за отборите на Спартак (Плевен), Академик (София), ЦСКА и Ботев (Враца). Един от най-резултатните халфове в историята на българския футбол с цели 86 гола в А група. Най-славният му период е като състезател на ЦСКА, когато става шампион на страната през 1976, а реализира и цели три гола във вратата на Левски в четирите дербита, в които е играл. За червените има 59 мача с 15 попадения в А група и 4 двубоя в ЕКТ (2 мача в КЕШ и 2 мача за Купата на Уефа. За А националния отбор има едва 3 срещи. След края на състезателната си кариера е бил треньор на Академик (София) и Ботев (Враца) в България, а след това е работил и в Кипър.